# Hyles calida
Hyles calida (esfinge hawaiana) es una polilla de la familia Sphingidae.
Es endémica de Kauai, Oahu, Molokai y Hawái.
Las larvas alimentan de Acacia koa, Bobea elatior, Coprosma, Gardenia, Metrosideros, Pelea, Scaevola chamissoniana, Scaevola gaudichaudiana y Straussia. Los adultos se alimentan de flores de Lantana, Metrosideros y otros.

## Descripción
Las larvas tienen aproximadamente 60 mm de largo.

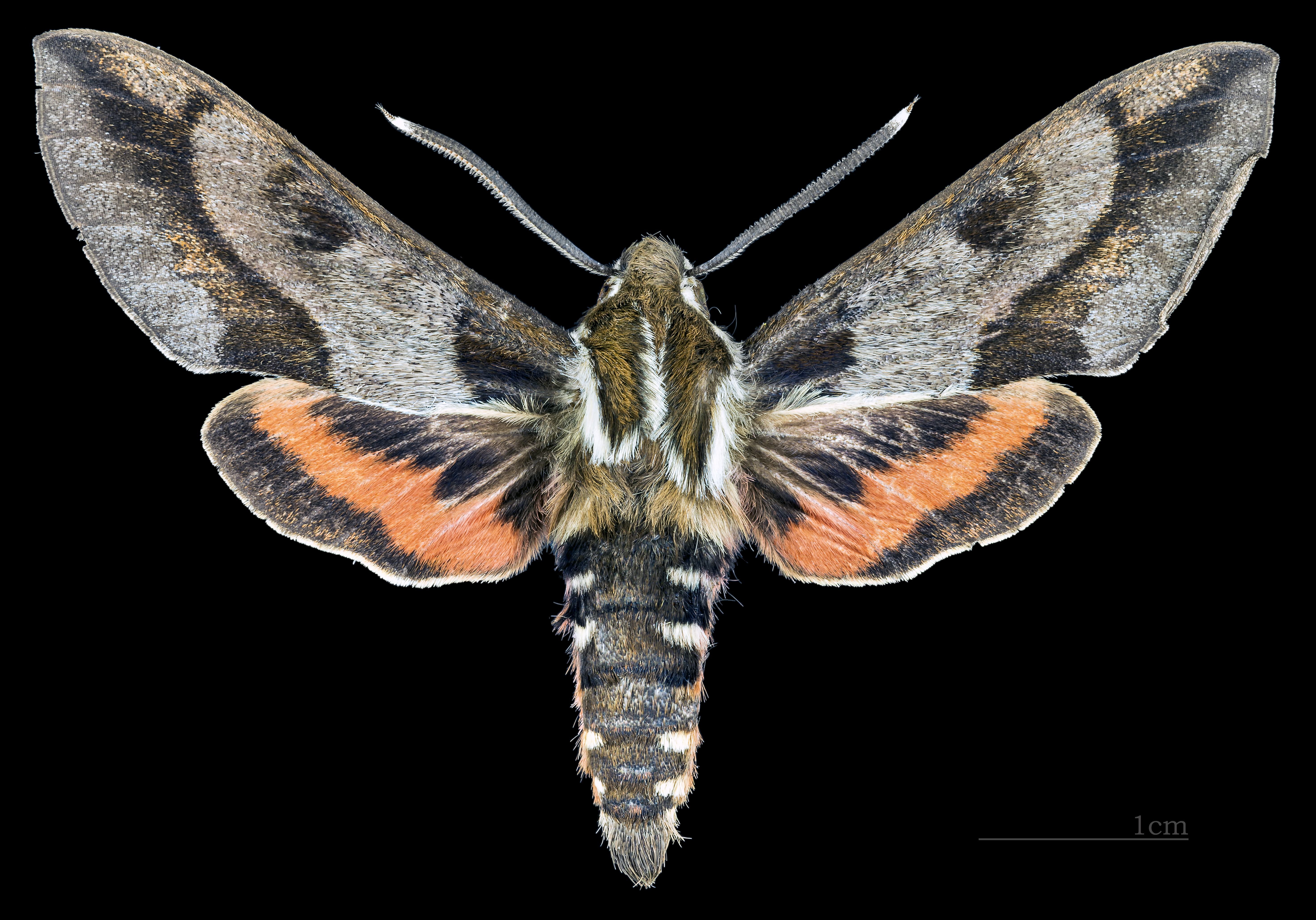
♂
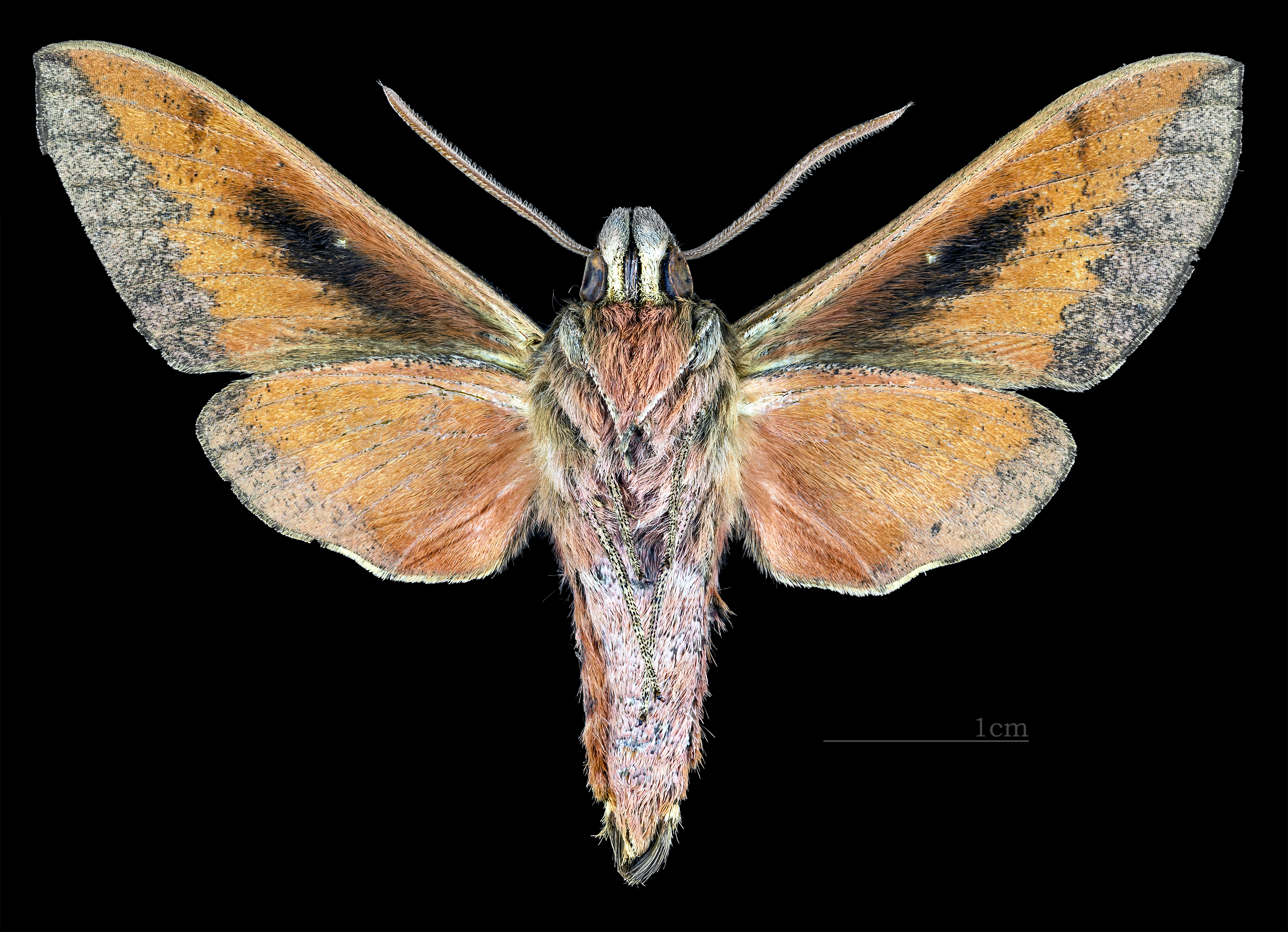
♂ △

## Sinonimia
- Deilephila calida Butler, 1881
- Celerio calida
- Hawaiina calida
- Celerio calida hawaiiensis (Rothschild & Jordan, 1915)

## Subespecies
- Hyles calida calida (Kauai, Oahu y Molokai)
- Hyles calida calida hawaiiensis Rothschild Y Jordan, 1915 (Hawái)